# Lac Coipasa
Le lac Coipasa est un lac tectonique bolivien, situé dans le département d'Oruro, à une petite centaine de kilomètres à l'ouest-sud-ouest du lac Poopó, non loin de la frontière chilienne. Il a pour singularité d'être totalement entouré par le salar de Coipasa. Il est dominé par le cône volcanique de Villa Pucarani (altitude de 4 910 mètres). Le lac lui-même, tout comme le salar homonyme est situé à une altitude de 3 657 mètres.
Il est essentiellement alimenté par le Río Lauca, dont le cours et une bonne partie des eaux proviennent du Chili, et dont il reçoit en moyenne quelque 8 m3 par seconde.